# 6-й фронт (Японія)
6-й фро́нт (яп. 【第六方面軍】) — вище оперативно-стратегічне об'єднання збройних сил Японської імперії, фронт Імперської армії Японії в 1944–1945 роках. Брав участь у японсько-китайській війні (1937–1945) на території Центрального Китаю.

## Дані
- Сформований: 25 серпня 1942 року для участі у японсько-китайській війні.
- Кодова назва: То (【統】, «єдиний»)[1].
- Підпорядкування: Експедиційна армія в Китаї.
- Район бойових дій: Центральний і Південний Китай.
- Штаб: Ханькоу, провінція Хубей, Китай.
- Місце останньої дислокації штабу: Ханькоу, провінція Хубей, Китай[1].
- Припинив існування: 15 серпня 1945 року після капітуляції Японії у Другій світовій війні.

## Бойові дії

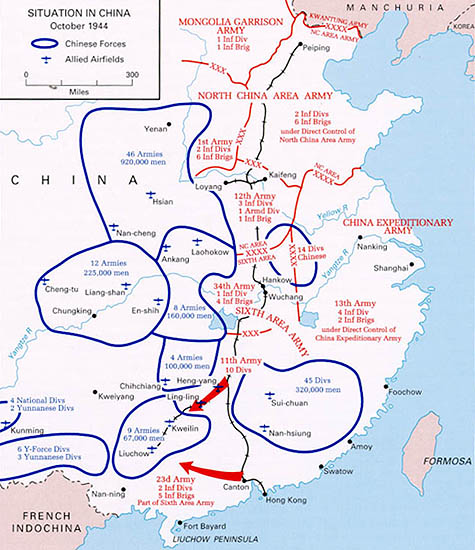
6-й фронт (як 6th area army) на карті бойових дій в Китаї (жовтень 1944).

- Японсько-китайська війна (1937–1945) як складова Другої світової війни.
Утримання японських завоювань у Центральному Китаї.

## Командування
Командири фронту:
1. генерал Окамура Ясуджі (25 серпня 1942 — 22 листопада 1944)[2];
2. генерал Окабе Наодзабуро (22 листопада 1944 — 15 серпня 1945)[2].

Голови штабу фронту:
1. генерал-майор Міядзакі Шюїчі (25 серпня 1942 — 12 лютого 1945)[2];
2. генерал-майор Каракава Ясуо (12 лютого 1942 — 23 квітня 1945)[2];
3. генерал-майор Накаяма Садатаке (23 квітня 1942 — 15 серпня 1945)[2].

Віце-голови штабу фронту:
1. генерал-майор Амано Масакадзу (25 серпня 1944 — 12 лютого 1945)[2];
2. генерал-майор Фукутомі Бандзо (12 лютого 1945 — 23 квітня 1945)[2].

## Склад
1945 рік
- 11-а армія (Японія);

- 58-а дивізія (Японія);
- 22-а самостійна змішана бригада;
- 88-а самостійна змішана бригада;

- 20-а армія (Японія);

- 64-а дивізія (Японія);
- 68-а дивізія (Японія);
- 116-а дивізія (Японія);
- 81-а самостійна змішана бригада;
- 82-а самостійна змішана бригада;
- 86-а самостійна змішана бригада;
- 87-а самостійна змішана бригада;
- 2-й самостійний поліцейський загін.

- 132-а дивізія (Японія)
- 17-а самостійна змішана бригада;
- 83-а самостійна змішана бригада;
- 84-а самостійна змішана бригада;
- 85-а самостійна змішана бригада;
- 5-а самостійна піхотна бригада;
- 6-а самостійна піхотна бригада;
- 11-а самостійна піхотна бригада;
- 12-а самостійна піхотна бригада.